# ALCO RS-27
La ALCO RS-27 es una locomotora diésel-eléctrica construida por ALCO entre diciembre de 1959 y octubre de 1962. Sólo se fabricaron 27 unidades. Con la introducción de ALCO a la línea Century Series, el C-424 reemplazó al RS-27 en el catálogo del fabricante. 
Hoy en día, el Minnesota Commercial Railway tiene las únicas dos RS-27 que quedan funcionando, aunque desde hace tiempo han sido almacenadas.

## Propietarios originales
| Ferrocarril                                     | Cantidad | Numeración    | Información adicional |
| ----------------------------------------------- | -------- | ------------- | --- |
| American Locomotive Company (Como demostración) | 5        | 640-1 a 640-5 | 640-1 reconstruida como C424 para el Pennsylvania Railroad, 640-2 a 640-5 para Union Pacific Railroad 675–678; 678 fueron desguazadas en 1969, 675–676 vendidas en 1971 a Montreal Locomotive Works y utilizadas como flota de arrendamiento para Roberval and Saguenay Railway y British Columbia Railway, luego fueron vendidas a Devco Railway en 1974, renumeradas como 214-215 y desguazadas en 1984 |
| Chicago and North Western Railway               | 4        | 900–903       | Una vendida a Peabody Coal, tres vendidas a Green Bay and Western 316–318; Aunque la GBW N°317 fue desguazada, 316 y 318 a Minnesota Commercial Railway |
| Green Bay and Western Railroad                  | 1        | 310           | |
| Pennsylvania Railroad                           | 15       | 2400-2414     | Entregadas a Penn Central y Conrail (conservaron los mismos números) |
| Soo Line Railroad                               | 2        | 415–416       | |
| Total                                           | 27       |               | |